# Jubileumsshowen
Jubileumsshowen är den första DVD-samlingen av den svenska sångerskan Carola Häggkvist, släppt den 19 november 2003. DVD:n innehåller framträdanden från Carolas jubileumsshow. 
DVD:n debuterade som #1 i Sverige vecka 48 2003, och låg kvar på listan fram till vecka 19 2006. Den certrifierades med platinum.

## Framträdanden
1. Säg mig var du står
2. My Show
3. Medley: Ännu en dag / Liv / Det regnar i Stockholm
4. Medley: Mickey / Hunger / Radiate / The Runaway
5. Mitt i ett äventyr
6. Krokodilbarnets klagan
7. If I Can Dream
8. Medley: Fushigi Na Hitomi / Albatross / Schizophrenic
9. All The Reasons To Live
10. Modersvingen
11. Jag vill alltid älska
12. Så länge jag lever
13. You + Me
14. Medley: Oh Happy Day / Put Your Hand In The Hand / I'm Gonna Keep On Singing / Jesus Is The Answer
15. Medley: Gloria / Tokyo / Tommy tycker om mej / På egna ben / The Girl Who Had Everything / So Far So Good / Vilken värld det ska bli / Thula Sana / Guld i dina ögon / The Light / A Kiss Goodbye / I'll Live / Sanna vänner
16. Fångad av en stormvind
17. När löven faller
18. I Believe In Love
19. Främling
20. My Tribute

### Fotnoter
1. ↑  ”Carola : jubileumsshow / Carola”. Svensk mediedatabas. 6 mars 2003. http://smdb.kb.se/catalog/id/001367403. Läst 19 oktober 2015.